# Prospero Colonna (Condottiere)

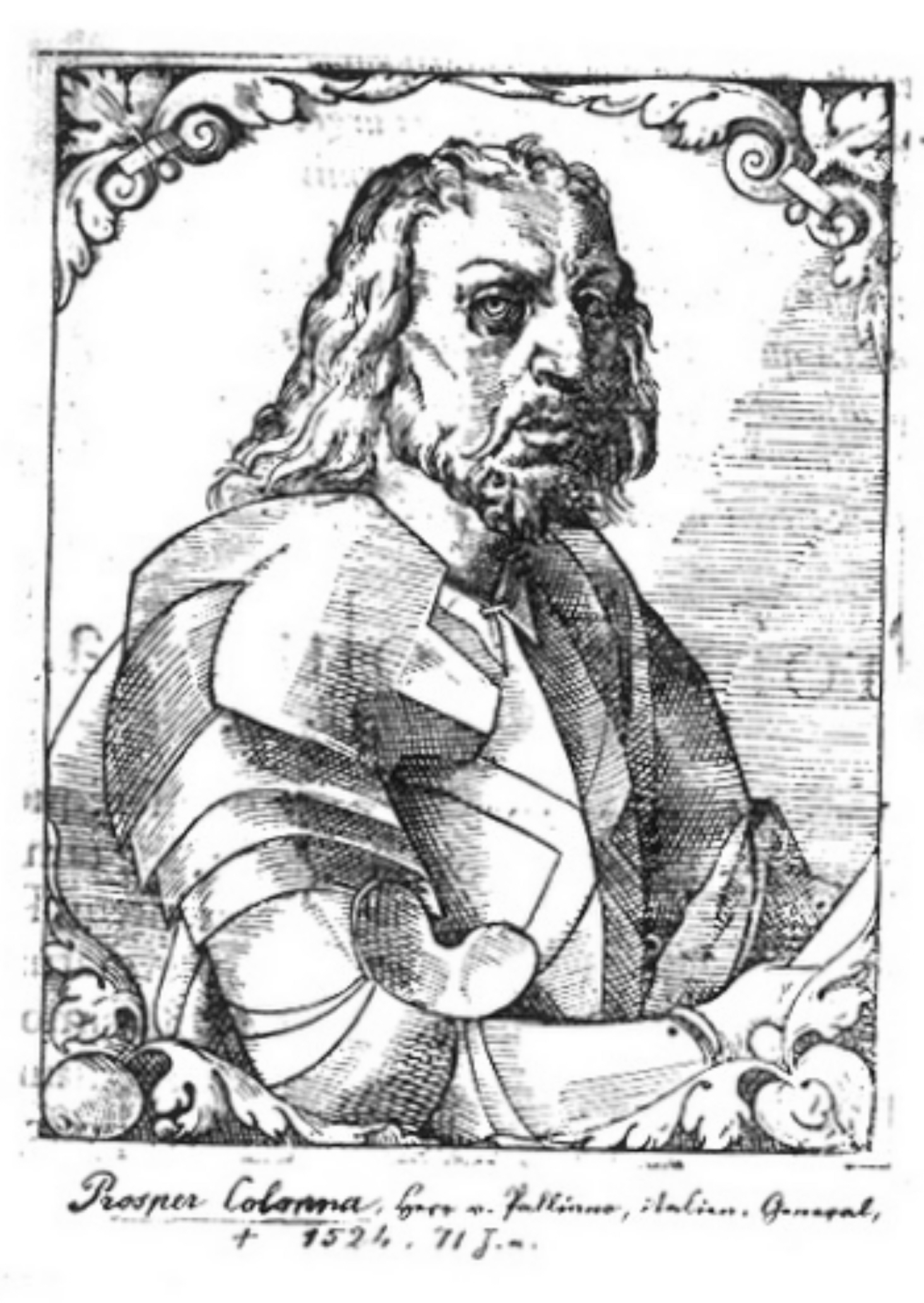
Prospero Colonna, porträtiert von Tobias Stimmer

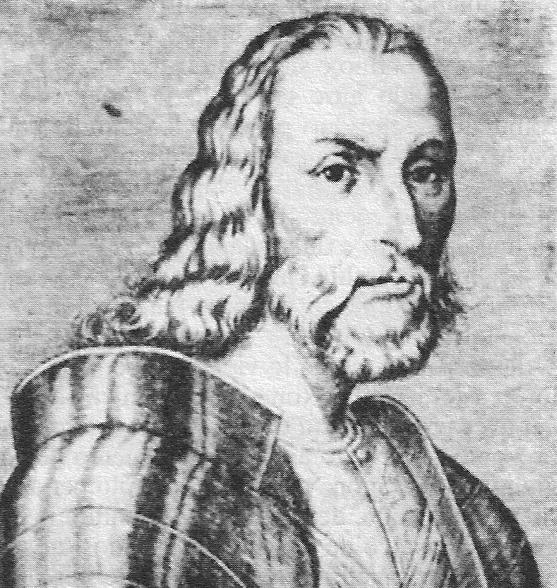
Prospero Colonna

Prospero Colonna (* 1452 in Lanuvio südlich von Rom; † 30. Dezember 1523 in Mailand), auch Prosper Colonna genannt, war ein italienischer Condottiere im Dienste des Kirchenstaates und des Heiligen Römischen Reiches Deutscher Nation während der Italienkriege.

## Lebenslauf
Er wurde als Mitglied des alten Adelsgeschlechts der Colonna in Civita Lavinia, heute Lanuvio, bei Velletri in Latium 1452 geboren.
Seine erste Schlacht als Truppenführer erlebte er 1484, als er die Burg seiner Familie in Paliano gegen die Rivalen der Orsini und Riario verteidigte. Nachdem er weitere Kriegserfahrung gesammelt hatte, stellte sich Prospero in den Dienst des Kardinals und späteren Papstes Julius II., Giuliano della Rovere, der auf der Engelsburg in Rom von Papst Alexander VI. gefangen gehalten wurde. Nach dessen Befreiung wurde dieser bald erneut gefangen gesetzt, da er mit Karl VIII. von Frankreich paktiert hatte, der in Italien eingefallen war. Prospero kämpfte eine Zeit lang für Karl VIII. und zog nach dessen Sieg gegen den Papst 1495 in Rom ein, begleitet von seinem Cousin Fabrizio Colonna.
Während der kurzen französischen Herrschaft über das Königreich Neapel erhielt Prospero das Herzogtum Traetto und die Grafschaft Forlì. Als der deutsche Kaiser Maximilian I. über die Alpen nach Norditalien zog, half Prospero jedoch König Ferdinand II. von Neapel, den französischen Vizekönig Gilbert de Bourbon-Montpensier wieder zu vertreiben.
Mit dem erneuten Einfall der Franzosen unter Ludwig XII. flüchtete der neapolitanische König Friedrich IV. auf die Insel Ischia, während Fabrizio und Prospero Colonna die Verteidigung des Königreiches organisierten. Nach ihrer Niederlage wurden sie im Castel Nuovo bei Neapel eingeschlossen und gleichzeitig von Papst Alexander VI. exkommuniziert, der ihre Burgen in Latium beschlagnahmte. Nach ihrer Befreiung und dem Thronverzicht Friedrichs traten die beiden Cousins in den Dienst des spanischen Vizekönigs von Neapel Gonzalo Fernández de Córdoba um die Franzosen aus Italien zu vertreiben. Prospero Colonna spielte eine bedeutende Rolle beim Sieg der Spanier in der Schlachten von Cerignola und am Garigliano  1503, die Ferdinand II. (Aragón) endgültig die Herrschaft in Neapel sicherten. Nach dem Tode Alexanders VI. erhielt er vom Nachfolger Julius II. seine Besitzungen in Latium zurück. In den folgenden italienischen Kriegen waren der Sieg bei Vicenza und der Einfall der Schweizer im Piemont sein Werk. 1515 von den Franzosen bei Villafranca in der Nähe von Saluzzo gefangen, löste er sich mit 350 Pfund Gold aus, befehligte dann das gesamte Heer der Verbündeten und entriss den Franzosen Italien. Ein neu aufgestelltes französisches Heer unter Odet de Lautrec schlug er in der Schlacht bei Bicocca am 27. April 1522 und beendigte den Feldzug durch die Einnahme von Cremona und Genua. Colonna starb am 30. Dezember 1523. Italien ehrte ihn durch den Beinamen Paganorum defensor et italicae gentis pater.
Prospero konnte Fondi, Itri, Sperlonga, Ceccano und Sonnino seinen Ländereien hinzufügen und wurde damit einer der großen Feudalherren in Süditalien. Er heiratete Covella Sanseverino, die ihm einen Sohn, Vespasiano, schenkte.